# Egyptische breuk
Een Egyptische breuk is een eindige som van stambreuken met verschillende noemers. Een voorbeeld is 
{\displaystyle {\tfrac {1}{2}}+{\tfrac {1}{3}}+{\tfrac {1}{5}}}
een som van drie verschillende stambreuken, dus breuken met 1 als teller en als noemer verschillende positieve gehele getallen. De waarde van een Egyptische breuk is een positief rationaal getal, en elk rationaal getal is te schrijven als een Egyptische breuk. Deze schrijfwijze is, ook afgezien van de volgorde van de stambreuken, niet uniek, want algemeen geldt:
{\displaystyle {\frac {1}{k}}={\frac {1}{k+1}}+{\frac {1}{k(k+1)}}}
Zo is bijvoorbeeld:
{\displaystyle {\tfrac {1}{6}}={\tfrac {1}{7}}+{\tfrac {1}{42}}}
In het Oude Egypte werden dergelijke sommen, zij het met inbegrip van andere breuken als summand, gebruikt voor het noteren van rationale getallen. Andere culturen namen deze notatie over en gebruikten die tot in de middeleeuwen. 